# Tambourinaire

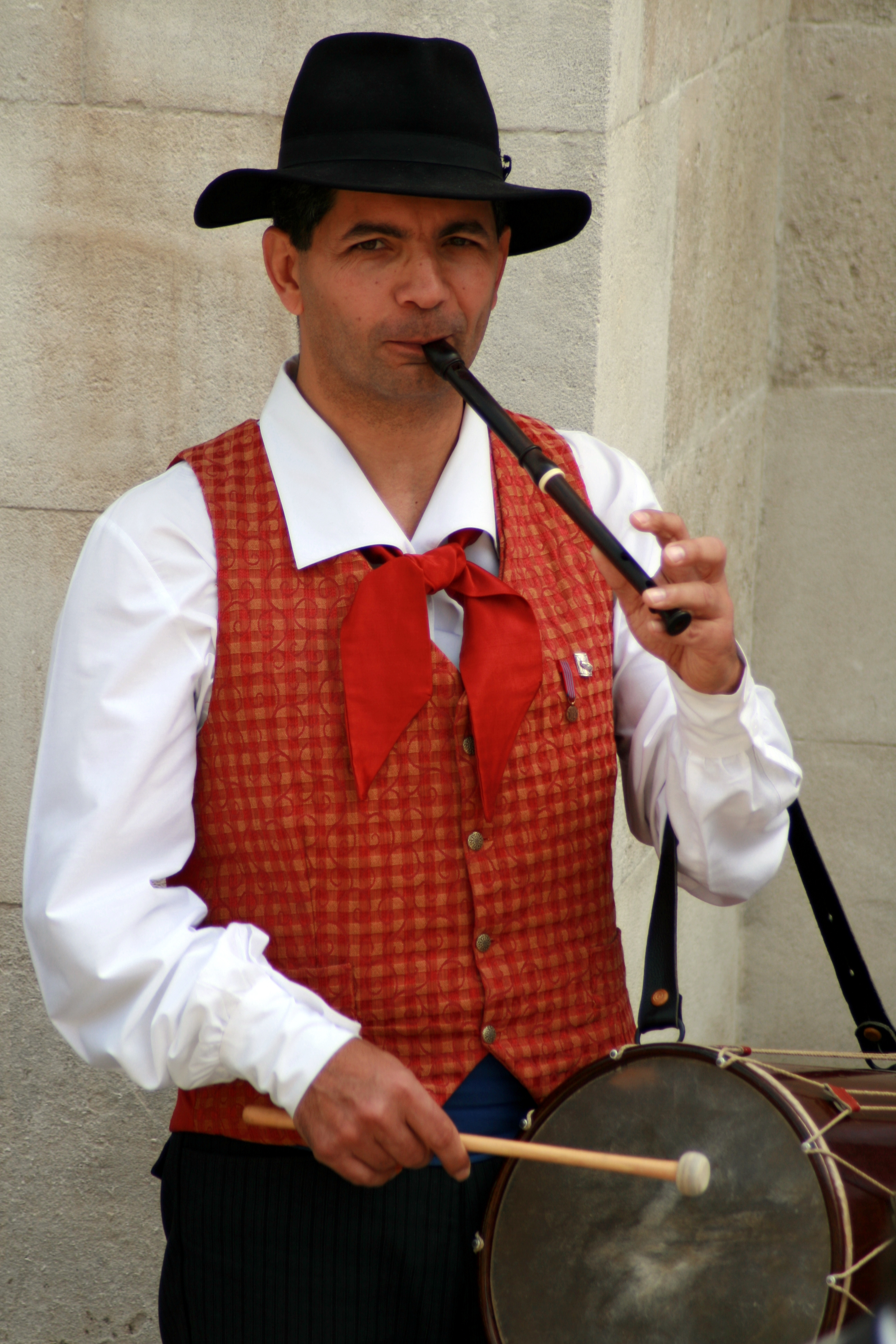
Tambourinaire provençal

Un tambourinaire (ou tamborinaire en norme classique) est, en Provence, un joueur de galoubet et tambourin. On prononce tambourinaïre et ce nom peut être écrit ainsi en français. Une femme qui joue du tambourin est une tambourinairis ou tambourinarello.

## Historique

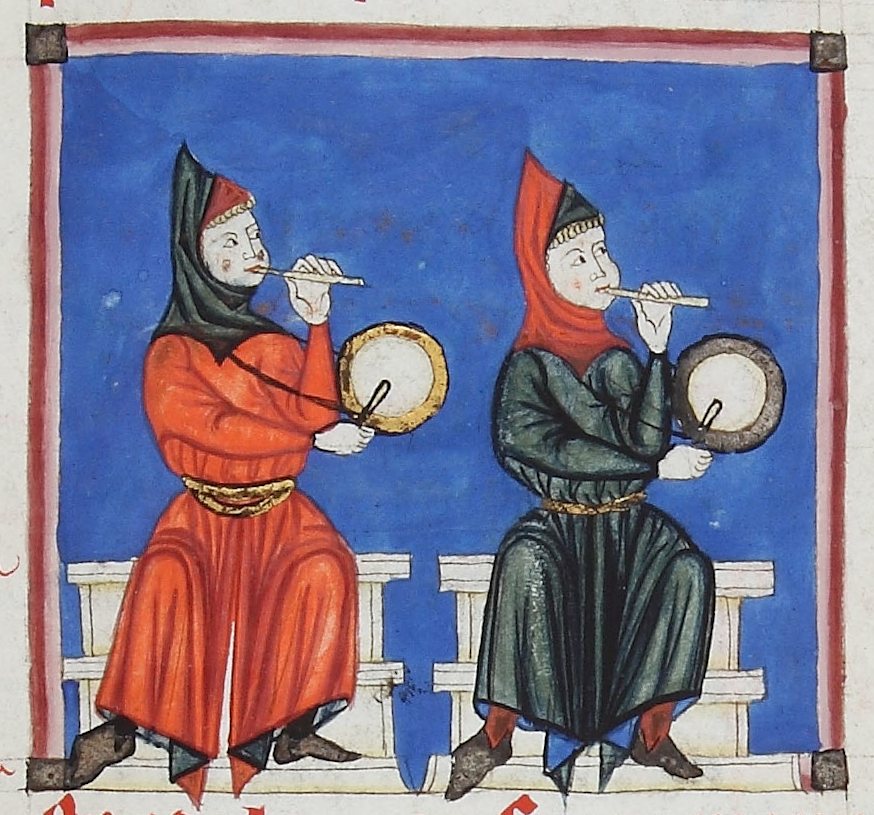
Miniature médiévale

Les premières traces du galoubet et du tambourin remontent à la période médiévale, sous le nom de flûte-tambour ou  tibie. Ce couple d'instrument se retrouve dans toute l'Europe en position dominante jusqu'à la fin de la Renaissance avant de décliner à partir du XVIe tout en restant vivace dans les milieux populaires.
Les termes de tambourin et galoubet reviennent en force au XVIIe siècle, puis s'imposent définitivement au cours du siècle suivant grâce à la mode parisienne du champêtre tout en étant, à leur tour, tributaire de celle-ci (tambourin de style Louis XVI, répertoire musical d'Opéra et d'Opéra comique, musique écrite et lue par des musiciens confirmés ;...).

## Statut social auXIXesiècle

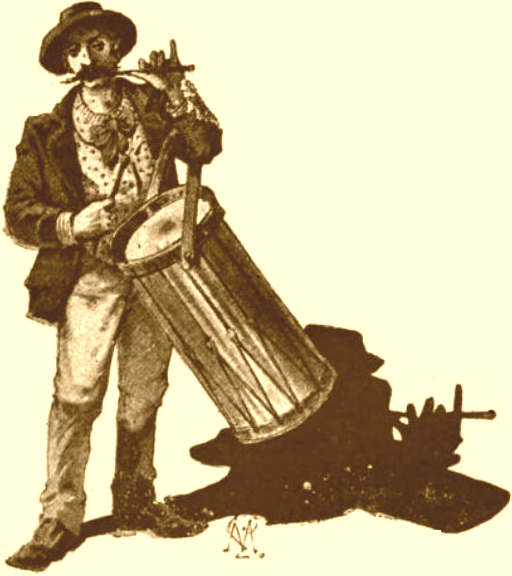
Tambourinaire avec galoubet et tambourin par Alphonse Daudet (1889)

Les tambourinaires et leur galoubet ont eu leur place dans le monde de la musique, indépendamment du Félibrige qui en a fait son symbole musical au XIXe siècle. Ce siècle marque leur apogée puisqu'on les retrouve indifféremment à l'opéra de Paris ou dans les balèti ou farandoles. Dans ces festivités populaires, leur rivale reste pourtant la cornemuse. Mais cantonnée, en tant qu’instrument diatonique, à ne jouer le plus souvent que des morceaux réécrits, elle s'est supplantée, au milieu du XIXe siècle, par le galoubet-tambourin qui joue dans la gamme chromatique et interprète des partitions écrites.
Au début du XIXe son auditoire s'est réduit à la seule Provence. Mais la renaissance félibréenne, permet au galoubet et au tambourin de revivre puisqu'en 1864, François Vidal crée une Académie du tambourin à Aix-en-Provence et ouvre une classe au Conservatoire de cette ville en 1867. En 1888, Couve et Lombardon-Montézan sont à l'origine de la création du Coumitat Mantenèire dòu Tambourin à Marseille.

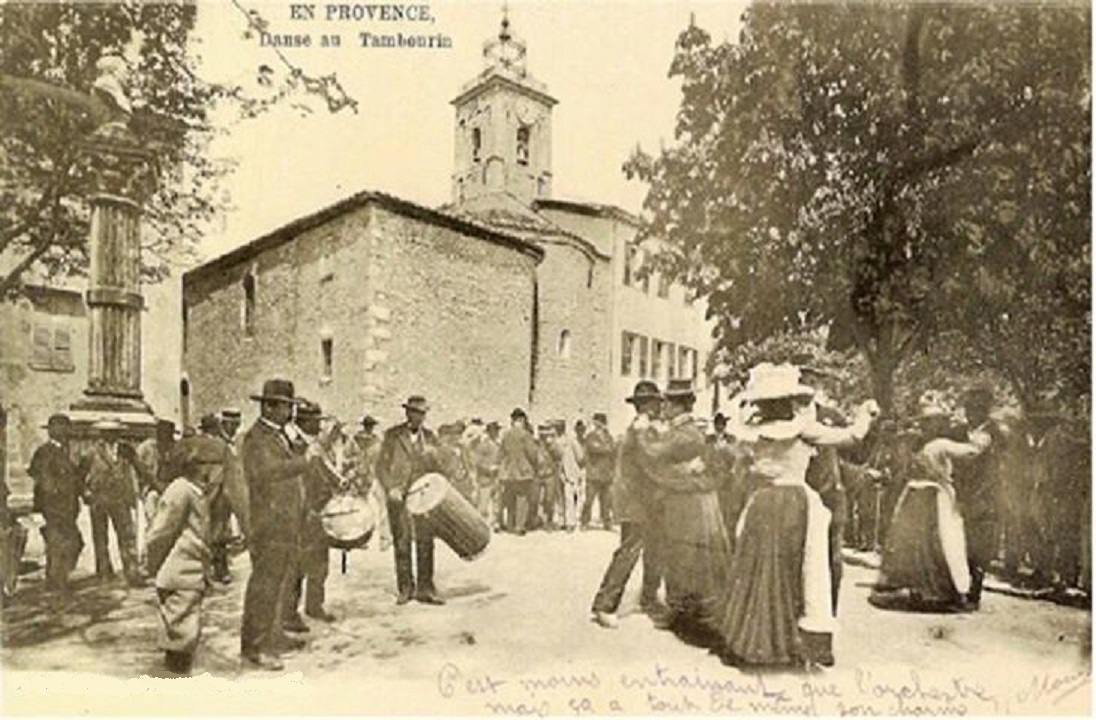
Tambourinaires lors d'un bal à St Vallier-de-Thiey, place de l'Apié (Alpes Maritimes)

Les tambourinaires de Provence étaient jusqu'à la Première Guerre mondiale des ménétriers semi-professionnels, surtout actifs dans les zones urbaines, qui animaient les bals avec des transcriptions de pièces à la mode (contredanses, menuets, puis danses de salon...) et jouaient aussi les grands airs des œuvres lyriques ou orchestrales, comme en témoignent de nombreux carnets de musique manuscrits parvenus jusqu'à nous. Il se produisaient aussi souvent, dans les temps de fêtes traditionnelles provençales, en bandes de tambourinaires (parfois plusieurs dizaines), notamment dans les processions de fêtes laïques ou religieuses.

## Évolution auxXXesiècleetXXIesiècle

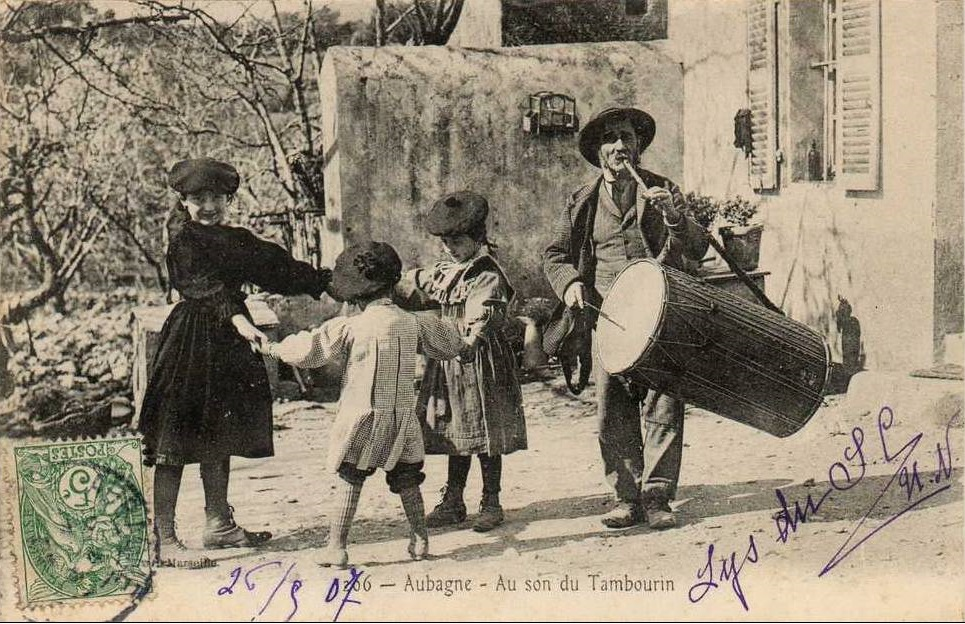
Le tambourinaire d'Aubagne

La création des groupes folkloriques après la Première Guerre mondiale ouvre des débouchés au galoubet et au tambourin tout en appauvrissant leur pratique.  À partir de la seconde moitié du XIXe siècle, leur répertoire s'était folklorisé, sous l'influence du mouvement félibréen. Une réaction se fait sentir à partir des années 1950 grâce à J. Olivier qui élargit le répertoire.
Dans la dernière moitié du XXe siècle et au XXIe siècle des musiciens comme Maurice Guis, Maurice Maréchal ou André Gabriel, entre autres, remettent à l'honneur le patrimoine historique musical des tambourinaires des siècles passés, tout en développant une action d'envergure pour redonner aux tambourinaires et tambourinairis un statut de musicien bien au fait des modes de son temps : compositions, enseignement, concerts, ont permis qu’aujourd’hui le galoubet-tambourin soit enseigné dans plusieurs conservatoires de la Provence (Maurice Guis à Aix, André Gabriel à Marseille et Avignon, Sébastien Bourrelly, Jean-Baptiste Giai, Sandrine Richard, Patrice Conte, Serge Icardi etc.), et pratiqué par de nombreux musiciens virtuoses. Il apparaît aujourd'hui aussi bien dans des manifestations traditionnelles que dans des ensembles de musiques anciennes, baroques, actuelles, contemporaines, etc.
Quelques dates ont scandé ce renouveau : 1969, création du premier examen de tambourinaire ; 1975, recréation d'une classe d'instruments provençaux au Conservatoire d'Aix suivie par la renaissance dans cette même ville de l'Académie du Tambourin. Actuellement, la pratique du galoubet/tambourin est double, à la fois folklorique et classique.

## Le tambourinaire et la farandole de la crèche

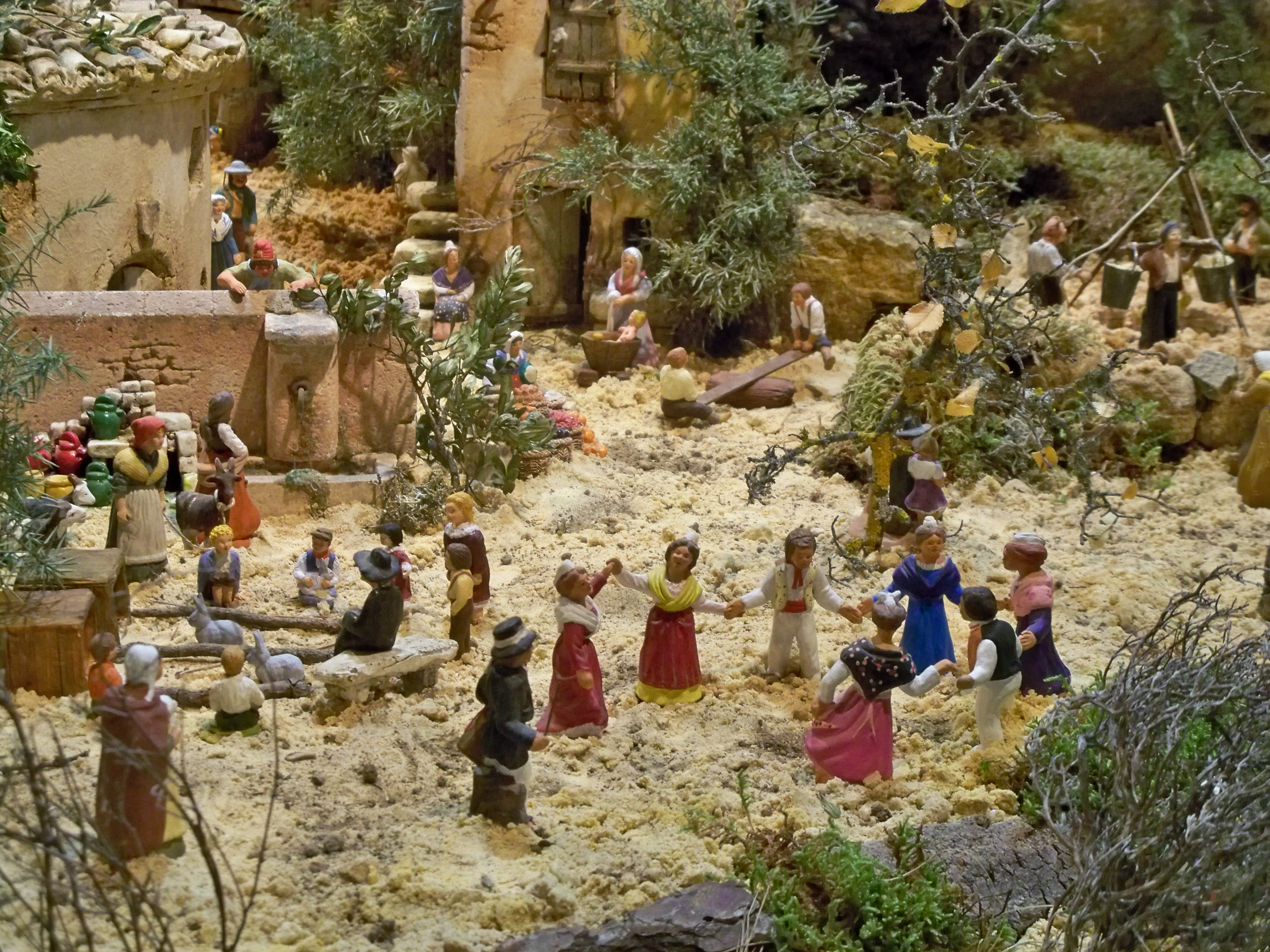
Farandole des santons à la crèche de Carpentras

Le santon représentant un tambourinaire tient une place de choix dans la crèche provençale.  Surnommé Guillaume, il est représenté avec son tambourin et son galoubet. Par tradition, c'est lui qui mène la farandole. C'est un des sujets majeurs de la crèche provençale à laquelle il est indispensable. 
Le tambourinaire est un notable. Vêtu d'un costume élégant, il porte un chapeau de feutre à larges bords, sous sa veste de velours noir, il a revêtu une chemise blanche nouée au col par un cordon, un gilet brodé, et son pantalon est serré par une taiole, ceinture typique de Provence constituée par une bande de tissu en laine rouge.
Les farandoleurs forment une longue file qui se déplace en serpentant. Les tours et détours de cette danse, que l'on dit d'origine grecque, figurent un labyrinthe. Si les hommes portent un costume ressemblant à celui du tambourinaire, les farandoleuses sont soit vêtues en arlésienne soit en provençale ou comtadine avec les différentes nuances vestimentaires qu'apporte le santonnier local. 

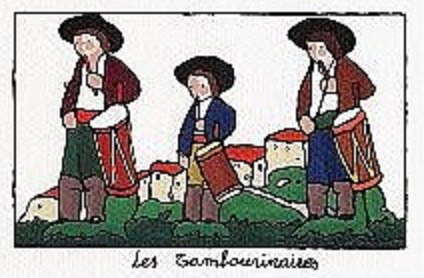
Les tambourinaires par David Dellepiane
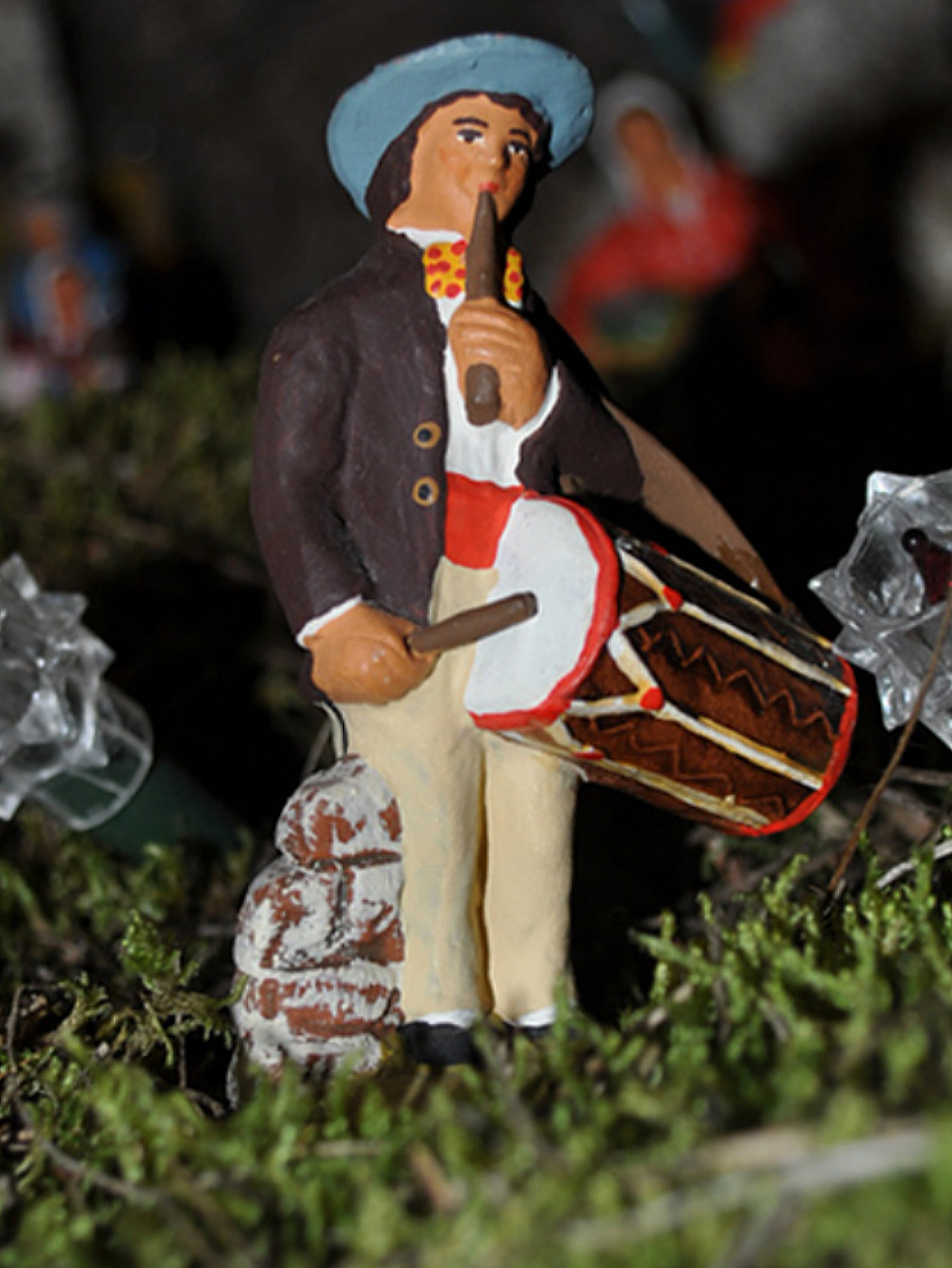
Santon de Provence : le Tambourinaire
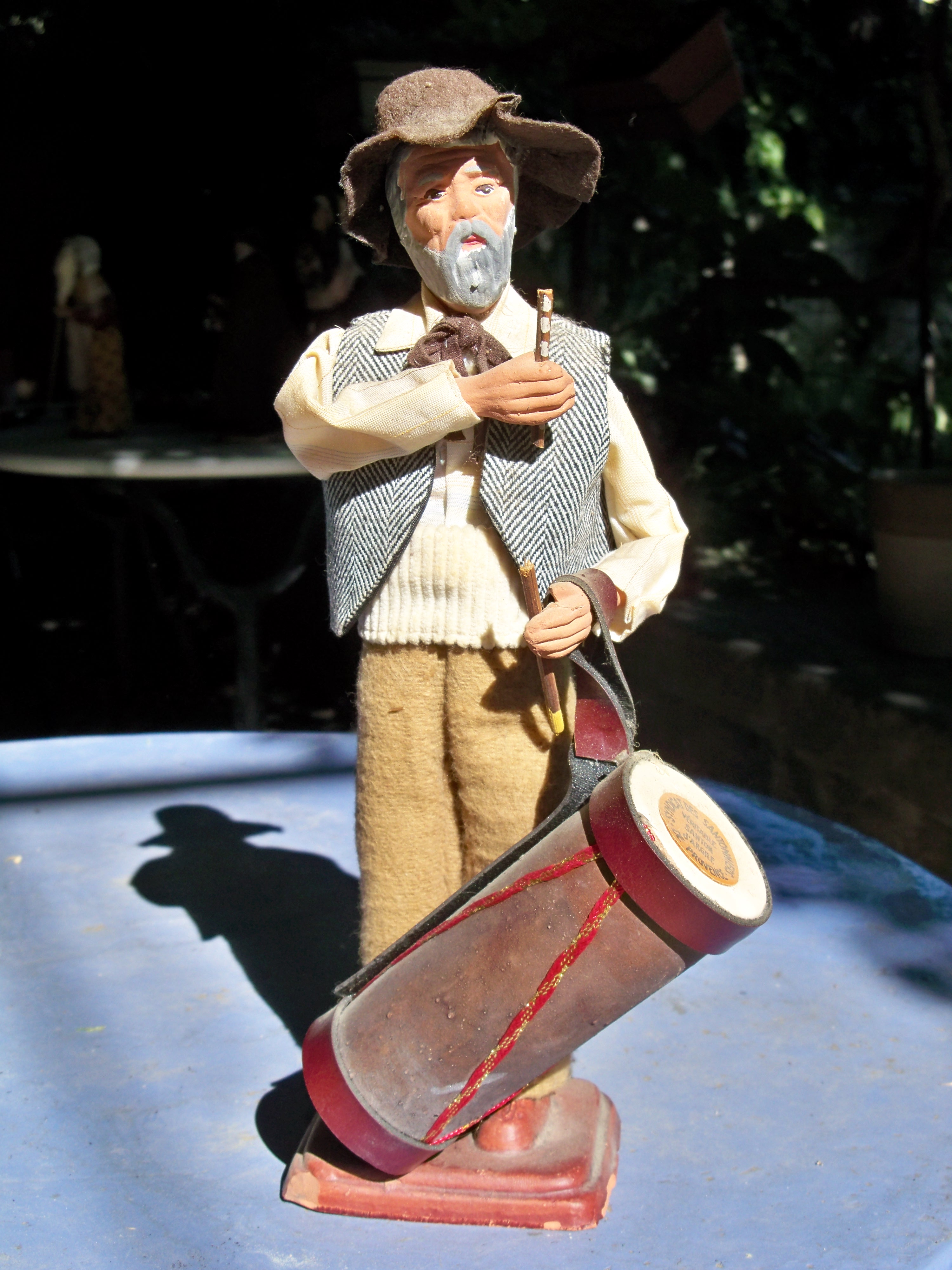
Tambourinaire et son galoubet
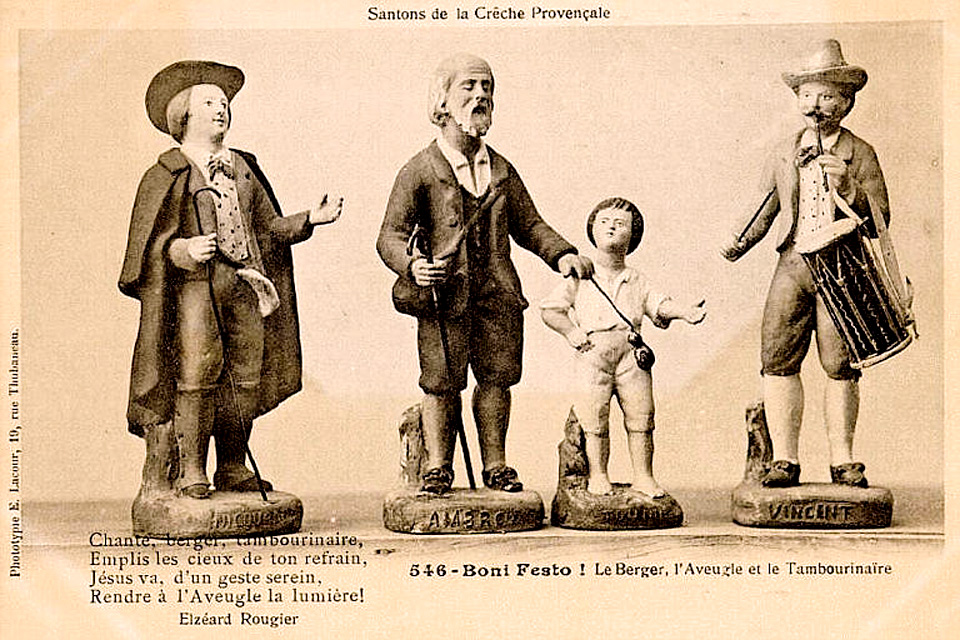
Le berger, l’aveugle, son fils et le tambourinaire, santons du début du XXe siècle